# 貝爾峽谷 (加利福尼亞州)
貝爾峽谷（英語：Bell Canyon）是位於美國加利福尼亞州文圖拉縣的一個人口普查指定地區。

## 地理
貝爾峽谷的座標為34°12′29″N 118°41′15″W / 34.20806°N 118.68750°W，而該地最高點為海拔高度417米（即1368英尺）。

## 人口
根據2010年美國人口普查的數據，貝爾峽谷的面積為9.38平方千米，當中陸地面積為9.38平方千米，而水域面積為0.00平方千米。當地共有人口2049人，而人口密度為每平方千米218人。